# San Giovanni Battista tra i santi Pietro, Marco, Girolamo e Paolo
San Giovanni Battista tra i santi Pietro, Marco, Girolamo e Paolo è un dipinto a olio su tavola (305x205 cm) di Cima da Conegliano, databile al 1495 e conservato nella chiesa della Madonna dell'Orto di Venezia.

## Descrizione
Pala lignea raffigura San Giovanni Battista, l'ultimo dei profeti, e i santi Pietro, Marco, Paolo e Girolamo, sotto un portico rinascimentale in rovina, sui pennacchi del quale campeggiano dei medaglioni raffiguranti i vizi pagani a significare la caduta del mondo pagano dopo l'annunzio evangelico del Cristo del quale il Battista fu il precursore, Pietro, e Paolo e Marco gli annunciatori e Girolamo il divulgatore con la sua traduzione della Bibbia in lingua latina, la lingua dell'impero romano.
Il fico che mina la pietra è l'immagine della fertilità e della vita rigogliosa del regno messianico, della fecondità e della dolcezza della Parola di Dio; l'edera, pianta sempre verde rappresenta, fin dall'antichità, la fedeltà e la vita eterna; la civetta appollaiata, animale notturno, esprime lo stupore e l'oscurità spirituale, la rinuncia alla luce della Verità di coloro che hanno ascoltato l'annuncio evangelico senza comprenderlo (è associata agli Ebrei che non riconobbero nel Cristo il Messia atteso); infine, l'albero povero e spoglio di foglie dietro al Battista, richiama la frase evangelica: "Già la scure è posta alla radice degli alberi: ogni albero che non produce frutti buoni viene tagliato e gettato nel fuoco" (Mt 3,10).
La figura magra con i capelli arruffati, l'aspetto da eremita e le povere vesti indicano la natura ascetica del Battista la cui missione d'annunciatore e messaggero è sottolineata dal dito alzato: "Ecco io manderò un angelo a preparare la via davanti a me" (Mal 3,1).
Sullo sfondo collinare si intravede una città fortificata dalla quale emergono le cupole della Basilica di Sant'Antonio di Padova e lungo il declivio il castello di Conegliano. L'uno forse a ricordo dei committenti, l'altro della città natia.